# Exaucé Ngambili Ibam
Bersol Exaucé Ngambili Ibam, né le 26 octobre 1991 à Brazzaville, est un homme politique Congolais.
Il est élu député de la 2e circonscription de Djiri, à Brazzaville, lors des Élections législatives de 2017 en république du Congo. Membre du bureau politique du Parti Congolais du Travail, issu du 5e congrès ordinaire.

## Biographie
Bersol Exaucé Ngambili Ibam est économiste de formation (Faculté des sciences économiques de l'Université Marien-Ngouabi), né le 26 octobre 1991 à Brazzaville. Rapporteur de la Commission des lois et affaires administratives de l'Assemblée nationale.
Après des études de baccalauréat technique au Lycée Technique 5 février 1979 de Brazzaville, Exaucé Ngambili poursuit son cursus universitaire à la Faculté des sciences économiques de l’Université Marien-Ngouabi qui se solde en 2013 par un Master II en Management des administrations financières publiques (MAFP). 
En 2013, il est élu Secrétaire permanent à la Communication, porte-parole de la Force Montante Congolaise, organe de jeunesse du Parti Congolais du Travail (PCT), en 2014, il est élu à la présidence du Conseil National de la Jeunesse du Congo à l’issue d’une élection qui s’est tenue tard dans la nuit du 1er au 2 mars au Palais des congrès, dans la même année 2014 il est responsabilisé pour assurer la charge de Trésorier du Forum  des Jeunes des Pays des Grands Lacs (FMJCIRGL). Porte-parole du Président Denis Sassou-N'Guesso lors des élections présidentielles de mars 2016, où le président sortant a été réélu dès le premier tour avec 60,19 % de voix, devant Guy Brice Parfait Kolélas sorti deuxième avec 15,04 % de voix.
En 2017, il est nommé administrateur adjoint des Services Universitaires (Service des Relations Publiques de la Bibliothèque Universitaire) de l'Université Marien-Ngouabi, avant d'être élu Président du Conseil Régional des Jeunes de la CEEAC, où il assure la responsabilité jusqu'à ce jour. En mars 2018, il a lancé l'"initiative le Congo que Nous Voulons", parrainée par Denis Christel Sassou-N'Guesso, le fils du président congolais, dont il fait partie des proches.